# FK Adamov
FK Adamov (celým názvem: Fotbalový klub Adamov) je český fotbalový klub, který sídlí v Adamově na Blanensku v Jihomoravském kraji. Založen byl ve čtvrtek 9. března 1930 jako Sportovní klub Adamov. Klubovými barvami jsou modrá, červená a bílá. Od sezony 2015/16 hraje Okresní přebor Blanenska (8. nejvyšší soutěž).
Největším úspěchem klubu je účast v sedmi ročnících 3. nejvyšší soutěže (1938/39 – 1939/40, 1958/59 – 1962/63), nejlepším umístěním je 5. místo ze sezony 1961/62.
Nejslavnějším odchovancem klubu je Jindřich Svoboda, olympijský vítěz z roku 1980 (střelec jediné branky finálového utkání proti NDR), československý reprezentant a mistr Československa se Zbrojovkou Brno. Je po něm pojmenován adamovský fotbalový stadion.

## Historické názvy
- 1930 – SK Adamov (Sportovní klub Adamov)
- 1941 – SK Škoda Adamov (Sportovní klub Škoda Adamov)
- 1943 – Přerušil činnost
- 1944 – Obnovil činnost
- 1949 – JTO Sokol Adamov (Jednotná tělovýchovná organisace Sokol Adamov)
- 1953 – DSO Spartak Adamovské strojírny Adamov (Dobrovolná sportovní organisace Spartak Adamovské strojírny Adamov)
- 1956 – TJ Spartak Adast Adamov (Tělovýchovná jednota Spartak Adast Adamov)
- 19?? – TJ Adast Adamov (Tělovýchovná jednota Adast Adamov)
- 2005 – FK Adamov (Fotbalový klub Adamov)

## Stručná historie kopané v Adamově

### 30. léta 20. století
Sportovní klub Adamov byl založen 9. března 1930 na popud ředitele závodu Antonína Titla. Vznik klubu inicioval
hráč SK Židenice Josef Mašek, který byl do Adamova přeložen pracovně. Prvním předsedou klubu byl lesní správce Barča.
Soupeři Adamova v nejnižší IV. třídě BZMŽF (Bradova Západomoravská župa footballová) byla v roce 1933 mužstva SK Bystrc (vítěz), SK Maloměřice, SK Medlánky, Arsenal Husovice a okolní celky KSK Jedovnice, SK Bílovice a SK Řícmanice. Klub rychle postupoval nahoru, v roce 1937 hrál již v I. B třídě BZMŽF, což byla 4. nejvyšší soutěž (2. nejvyšší župní). V sezonách 1938/39 a 1939/40 hrál v I. A třídě BZMŽF.

### 40. léta 20. století
V roce 1940 v I. B třídě kralovalo mužstvo ČAFC Židenice v čele s Bohušem Halvou, dalšími soupeři byla mužstva Rajhradu, Slatiny či Viktorie Královo Pole. Roku 1941 došlo ke změně názvu na SK Škoda Adamov. V roce 1943 nastala stagnace, sportovní ruch kolem podniku byl hlídán, hráči přestávali mít zájem na podnikovém sportu a vraceli se do mateřských oddílů. Proto se vedení v roce 1943 rozhodlo dát klub do klidu, aby už roku 1944 byl provoz na adamovském hřišti obnoven a mužstvo bylo zařazeno do I. B třídy. Zde však výkonnostně příliš nepřesvědčovalo.
Ani po osvobození nedosahoval adamovský fotbal ve stejné třídě výrazných úspěchů. Po únoru 1948 klesli adamovští fotbalisté dokonce až do III. třídy. Došlo také k velkým změnám nejen ve společnosti, ale i v organizaci československého tělovýchovného hnutí.

### 50. léta 20. století
V 50. letech byl brankářem „A“ mužstva Jindřich Svoboda starší, otec nejslavnějšího adamovského odchovance Jindřicha Svobody. Tajemníkem TJ se stal Bohumil Chocholouš, bývalý vynikající fotbalista SK Židenice. Stal se i trenérem fotbalového oddílu a přispěl k založení dalších oddílů v rámci TJ – odbíjené, košíkové, stolního tenisu, národní házené a ledního hokeje.
V roce 1953 hrál Spartak Adamov Krajskou soutěž „B“ (I. B třída). „B“ mužstvo hrálo ve II. třídě, soupeřem mu byl mj. nově vzniklý celek DSO Spartak ČKD Blansko, který tuto soutěž ihned vyhrál.
Za Adamov začali nastupovat hráči, kteří okusili nejvyšší soutěž – Pavel Antl z ASO Olomouc a František Smítal ze Zbrojovky Brno. Za prací a za fotbalem se sem z druholigového Lanžhota přemístili Ladislav Tuček, Josef Hnátovič a Josef Tuček. Hráli zde i další hráči se zkušenostmi z vyšších soutěží, a sice královopolský
fotbalista a hokejista Zdeněk Nehyba, Slovák Tibor Minarik či komárovský kvartet Václav Fišer, Adolf Padrta,
Kalousek a Dobeš. Z Opavy sem přesídlil Oldřich Hendrich, v brance byl Zdeněk Rech ze Zbrojovky Brno.
První srpnový víkend roku 1957 se adamovští zúčastnili Perleťového poháru, umístili se na 3. místě.
V sezoně 1957/58 klub postoupil ze druhého místa své skupiny I. A třídy do 3. nejvyšší soutěže, což je největší úspěch oddílu.

### 60. léta 20. století
U příležitosti oslav 600. výročí železářské výroby v Adamově v roce 1960 hostoval na místním hřišti mistr ligy Dukla Praha, který se v té době začínal rozjíždět k úspěchům na mezinárodním poli, především v tzv. Americkém poháru.
Na jaře 1963 adamovští sestoupili ze 3. nejvyšší soutěže. V sezoně 1965/66 došlo k nečekanému sestupu mužstva do I. B třídy a klub se tak i vzhledem k reorganizaci soutěží ocitl během 3 let až v 6. nejvyšší soutěži. V sezoně 1967/68 adamovští zvítězili v I. B třídě a vrátili se do I. A třídy.
Na podzim 1968 se v „A“ mužstvu objevil talentovaný dorostenec Jindřich Svoboda, ihned na jaře slavil se spoluhráči návrat Adamova do nejvyšší župní (krajské) soutěže po 6 letech. Mezitím se však tato soutěž stala až 5. výkonnostním stupněm.

### 70. léta 20. století
V přátelském utkání v Brně na Rybníčku Adamov prohrál s vedoucím celkem II. ligy Zbrojovkou Brno 7:0 (3:0), branky zaznamenali Kukla (4), Mikloš, Tolar a Sýkora po jedné.
Na začátku 70. let byla pod hlavičkou SSM Spartak Adamov založena i dívčí fotbalová jedenáctka, mezi její nejlepší hráčky patřila dvojčata Jiřina a Zdeňka Svobodovy, sestry Jindřicha Svobody.
Po sezoně 1971/72 proběhla reorganizace krajských soutěží, od sezony 1972/73 hrál Adamov opět v I. A třídě.
V říjnu 1973 se hrálo na stadionu za Lužánkami za umělého osvětlení utkání Zbrojovka Brno – Spartak Adamov s výsledkem 4:0 (2:0), branky vstřelili Hamar (2), Mikloš a Hamřík po jedné. Jindřich Svoboda po příchodu z vojny odehrál poslední 2 zápasy za Adamov a přestoupil do Zbrojovky Brno, na konci sezony mužstvo sestoupilo do I. B třídy.
V sezoně 1976/77 se „B“ mužstvo pod vedením trenéra Pazdery umístilo v okresním přeboru na druhém místě a dorostenci vyhráli I. třídu skupiny C a postoupili do krajského přeboru.
V roce 1978 se na adamovském hřišti hrálo přátelské utkání s polským divizním týmem Wisła Tczew, adamovští prohráli těsně 2:3.

### 80. léta 20. století
V 80. letech pokračovala stagnace A mužstva, sestupem v sezoně 1986/87 adamovští po 33 letech vypadli z krajských soutěží a sestoupili do Okresního přeboru Blanenska.
V sezoně 1988/89 klub v okresním přeboru zvítězil, z I. B třídy však ihned sestoupil.

### 90. léta 20. století
V roce 1990 skončil s aktivní činností Jan Fojt, adamovský rekordman s 665 starty a 20 brankami v soutěžních kláních za „A“ mužstvo. V sezoně 1990/91 klub opět zvítězil v okresním přeboru a postoupil zpět do krajských soutěží.
V sezoně 1994/95 byl na místo trenéra získán bývalý prvoligový brankář Viliam Padúch. V krajských soutěžích klub působil naposled v sezoně 1997/98. Vzhledem ke stavu hřiště bylo družstvo mužů dáno na dvě sezony (1998/99 a 1999/00) do klidu a činnost vyvíjela pouze mládež.

### Ve 21. století
Po obnovení činnosti seniorského „A“ mužstva zahájil klub v sezoně 2000/01 v nejnižší soutěži, základní třídě Blanenska, kterou ihned přesvědčivě vyhrál. V ročníku 2001/02 nastupoval v Okresní soutěži Blanenska (9. nejvyšší, 2. nejnižší soutěž), kterou vyhrál a v sezoně 2002/03 byl (poprvé od sezony 1990/91) účastníkem nejvyšší okresní soutěže na Blanensku. Dosahoval však průměrných umístění a v sezoně 2005/06 sestoupil z posledního místa. Výkonnostní propad se nepodařilo zastavit a v sezoně 2007/08 následoval další sestup, v ročnících 2008/09 – 2011/12 hráli adamovští poprvé od sezony 2000/01 nejnižší možnou soutěž.
V sezoně 2014/15 se klub vítězstvím v Okresní soutěži Blanenska vrátil po 9 letech do nejvyšší okresní soutěže Blanenska.

## Zázemí klubu
Prvním hřištěm, na kterém se v Adamově začalo hrávat, bylo hřiště vedle zámku (číslo popisné 104).
Díky rozvoji místního strojírenství muselo hřiště ustoupit nové výstavbě a ve 30. letech bylo vybudováno nové hřiště, které dostalo název Titlův stadion podle ředitele závodu a nacházelo se v katastru Vranova u splavu.
V 50. letech 20. století se stále hrálo na hřišti „U Splavu“' vedle řeky Svitavy za Adamovem. V roce 1953 se počal stavět nový stadion pod kostelem (číslo popisné 377). Dozor nad stavbou měl Jaroslav Šulc, organizátorem byl Cyril Chatrný. V polovině srpna roku 1954 bylo již možno stadion použít pro první fotbalové utkání. Oficiální předání stadionu proběhlo však teprve při konání okresní spartakiády v Adamově v neděli 24. června 1956. Toto hřiště v sousedství závodu mělo i běžeckou čtyřdráhu a doskočiště s vržištěm.
Počátkem 80. let 20. století se hřiště v Adamově dostalo do velmi špatného stavu, proto se ponejvíce trénovalo v okolní přírodě a na hřišti za školou zvaném „na Ptačině“. V polovině 90. let se již hřiště nacházelo v havarijním stavu, po sestupu v sezoně 1997/98 se hráči jednoznačně rozhodli, že dokud nebude plocha zatravněna, nebudou hrát vůbec.
V pátek 8. září 2000 u příležitosti oslav 70. výročí vzniku oddílu, došlo ke slavnostnímu otevření nové travnaté plochy.
Na schůzi Rady města Adamova bylo v pondělí 1. června 2009 rozhodnuto o pojmenování stadionu na Fotbalový stadion Jindřicha Svobody v Adamově.

## Umístění v jednotlivých sezonách
Stručný přehled
- 1935–1937: II. třída BZMŽF – I. okrsek
- 1937–1938: I. B třída BZMŽF – II. okrsek
- 1938–1940: I. A třída BZMŽF
- 1940–1941: I. B třída BZMŽF – I. okrsek
- 1953–1954: Krajská soutěž – sk. I
- 1955–1958: I. A třída Brněnského kraje
- 1958–1960: Oblastní soutěž – sk. D
- 1960–1963: Jihomoravský krajský přebor
- 1963–1965: I. A třída Jihomoravského kraje – sk. A
- 1965–1966: I. A třída Jihomoravské oblasti – sk. A
- 1966–1968: I. B třída Jihomoravské oblasti – sk. D
- 1968–1969: I. A třída Jihomoravské oblasti – sk. A
- 1969–1972: Jihomoravský župní přebor
- 1972–1974: I. A třída Jihomoravského kraje – sk. A
- 1974–1983: I. B třída Jihomoravského kraje – sk. D
- 1983–1986: Jihomoravská krajská soutěž I. třídy – sk. C
- 1986–1987: I. B třída Jihomoravského kraje – sk. D
- 1987–1989: Okresní přebor Blanenska
- 1989–1990: I. B třída Jihomoravského kraje – sk. D
- 1990–1991: Okresní přebor Blanenska
- 1991–1994: I. B třída Jihomoravské župy – sk. D
- 1994–1995: I. B třída Jihomoravské župy – sk. C
- 1995–1997: I. B třída Jihomoravské župy – sk. B
- 1997–1998: I. B třída Jihomoravské župy – sk. C
- 1998–2000: bez soutěže
- 2000–2001: Základní třída Blanenska – sk. ?
- 2001–2002: Okresní soutěž Blanenska
- 2002–2006: Okresní přebor Blanenska
- 2006–2008: Okresní soutěž Blanenska
- 2008–2011: Základní třída Blanenska
- 2011–2012: Základní třída Blanenska – sk. A
- 2012–2015: Okresní soutěž Blanenska
- 2015–2023: Okresní přebor Blanenska
- 2023–: Okresní soutěž Blanenska

Jednotlivé ročníky
Legenda: Z – zápasy, V – výhry, R – remízy, P – porážky, VG – vstřelené góly, OG – obdržené góly, +/− – rozdíl skóre, B – body, červené podbarvení – sestup, zelené podbarvení – postup, fialové podbarvení – reorganizace, změna skupiny či soutěže
| Československo (1935 – 1939)                                                   |                                                             |                                                             |                                                             |                                                             |                                                             |                                                             |                                                             |                                                             |                                                             |                                                             |                                                             |
| Sezóna                                                                         | Liga                                                        | Úroveň                                                      | Z                                                           | V                                                           | R                                                           | P                                                           | VG                                                          | OG                                                          | +/−                                                         | B                                                           | Pozice                                                      |
| 1935/36                                                                        | II. třída BZMŽF – I. okrsek                                 | 5                                                           | 14                                                          | 7                                                           | 2                                                           | 5                                                           | 42                                                          | 32                                                          | +10                                                         | 16                                                          | 4.                                                          |
| 1936/37                                                                        | II. třída BZMŽF – I. okrsek                                 | 5                                                           | 16                                                          | 12                                                          | 3                                                           | 1                                                           | 106                                                         | 26                                                          | +80                                                         | 27                                                          | 1.                                                          |
| 1937/38                                                                        | I. B třída BZMŽF – II. okrsek                               | 4                                                           | 22                                                          | 17                                                          | 0                                                           | 5                                                           | 114                                                         | 37                                                          | +77                                                         | 34                                                          | 1.                                                          |
| 1938/39                                                                        | I. A třída BZMŽF                                            | 3                                                           | 26                                                          | ...                                                         | ...                                                         | ...                                                         | ...                                                         | ...                                                         | ...                                                         |                                                             |                                                             |
| Protektorát Čechy a Morava (1939 – 1945)                                       |                                                             |                                                             |                                                             |                                                             |                                                             |                                                             |                                                             |                                                             |                                                             |                                                             |                                                             |
| Sezóna                                                                         | Liga                                                        | Úroveň                                                      | Z                                                           | V                                                           | R                                                           | P                                                           | VG                                                          | OG                                                          | +/−                                                         | B                                                           | Pozice                                                      |
| 1939/40                                                                        | I. A třída BZMŽF                                            | 3                                                           | 30                                                          | 6                                                           | 5                                                           | 19                                                          | 54                                                          | 115                                                         | −61                                                         | 17                                                          | 15.                                                         |
| 1940/41                                                                        | I. B třída BZMŽF – I. okrsek                                | 4                                                           | 23                                                          | 5                                                           | 5                                                           | 13                                                          | 63                                                          | 79                                                          | −16                                                         | 15                                                          | 12.                                                         |
| ...                                                                            |                                                             |                                                             |                                                             |                                                             |                                                             |                                                             |                                                             |                                                             |                                                             |                                                             |                                                             |
| 1944/45                                                                        | Končila druhá světová válka, pravidelné soutěže se nehrály. | Končila druhá světová válka, pravidelné soutěže se nehrály. | Končila druhá světová válka, pravidelné soutěže se nehrály. | Končila druhá světová válka, pravidelné soutěže se nehrály. | Končila druhá světová válka, pravidelné soutěže se nehrály. | Končila druhá světová válka, pravidelné soutěže se nehrály. | Končila druhá světová válka, pravidelné soutěže se nehrály. | Končila druhá světová válka, pravidelné soutěže se nehrály. | Končila druhá světová válka, pravidelné soutěže se nehrály. | Končila druhá světová válka, pravidelné soutěže se nehrály. | Končila druhá světová válka, pravidelné soutěže se nehrály. |
| Československo (1945 – 1993)                                                   |                                                             |                                                             |                                                             |                                                             |                                                             |                                                             |                                                             |                                                             |                                                             |                                                             |                                                             |
| Sezóny                                                                         | Liga                                                        | Úroveň                                                      | Z                                                           | V                                                           | R                                                           | P                                                           | VG                                                          | OG                                                          | +/−                                                         | B                                                           | Pozice                                                      |
| ...                                                                            |                                                             |                                                             |                                                             |                                                             |                                                             |                                                             |                                                             |                                                             |                                                             |                                                             |                                                             |
| 1953                                                                           | Krajská soutěž – sk. I                                      | 4                                                           | 18                                                          | 10                                                          | 5                                                           | 3                                                           | 50                                                          | 27                                                          | +23                                                         | 25                                                          | 3.                                                          |
| 1954                                                                           | Krajská soutěž – sk. I                                      | 4                                                           | 22                                                          | 14                                                          | 4                                                           | 4                                                           | 66                                                          | 36                                                          | +30                                                         | 32                                                          | 3.                                                          |
| 1955                                                                           | I. A třída Brněnského kraje                                 | 4                                                           | 22                                                          | 13                                                          | 4                                                           | 5                                                           | 57                                                          | 28                                                          | +29                                                         | 30                                                          | 3.                                                          |
| 1956                                                                           | I. A třída Brněnského kraje                                 | 4                                                           | 22                                                          | 10                                                          | 6                                                           | 6                                                           | 56                                                          | 41                                                          | +15                                                         | 26                                                          | 2.                                                          |
| 1957/58                                                                        | I. A třída Brněnského kraje                                 | 4                                                           | 38                                                          | 23                                                          | 7                                                           | 8                                                           | 131                                                         | 60                                                          | +61                                                         | 53                                                          | 2.                                                          |
| 1958/59                                                                        | Oblastní soutěž – sk. D                                     | 3                                                           | 26                                                          | 12                                                          | 1                                                           | 13                                                          | 49                                                          | 56                                                          | −7                                                          | 25                                                          | 8.                                                          |
| 1959/60                                                                        | Oblastní soutěž – sk. D                                     | 3                                                           | 28                                                          | 11                                                          | 4                                                           | 13                                                          | 58                                                          | 75                                                          | −17                                                         | 26                                                          | 10.                                                         |
| 1960/61                                                                        | Jihomoravský krajský přebor                                 | 3                                                           | 26                                                          | 11                                                          | 2                                                           | 13                                                          | 42                                                          | 54                                                          | −12                                                         | 24                                                          | 8.                                                          |
| 1961/62                                                                        | Jihomoravský krajský přebor                                 | 3                                                           | 26                                                          | 13                                                          | 3                                                           | 10                                                          | 50                                                          | 52                                                          | −2                                                          | 29                                                          | 5.                                                          |
| 1962/63                                                                        | Jihomoravský krajský přebor                                 | 3                                                           | 26                                                          | 3                                                           | 5                                                           | 18                                                          | 35                                                          | 81                                                          | −46                                                         | 11                                                          | 14.                                                         |
| 1963/64                                                                        | I. A třída Jihomoravského kraje – sk. A                     | 4                                                           | 26                                                          | 8                                                           | 7                                                           | 11                                                          | 52                                                          | 41                                                          | +11                                                         | 23                                                          | 10.                                                         |
| 1964/65                                                                        | I. A třída Jihomoravského kraje – sk. A                     | 4                                                           | 26                                                          | 13                                                          | 5                                                           | 8                                                           | 63                                                          | 52                                                          | +11                                                         | 31                                                          | 4.                                                          |
| 1965/66                                                                        | I. A třída Jihomoravské oblasti – sk. A                     | 5                                                           | 26                                                          | 7                                                           | 4                                                           | 15                                                          | 28                                                          | 50                                                          | −22                                                         | 18                                                          | 13.                                                         |
| 1966/67                                                                        | I. B třída Jihomoravské oblasti – sk. E                     | 6                                                           | 22                                                          | 12                                                          | 3                                                           | 7                                                           | 38                                                          | 29                                                          | +9                                                          | 27                                                          | 4.                                                          |
| 1967/68                                                                        | I. B třída Jihomoravské oblasti – sk. E                     | 6                                                           | 26                                                          | 19                                                          | 2                                                           | 5                                                           | 71                                                          | 23                                                          | +48                                                         | 40                                                          | 1.                                                          |
| 1968/69                                                                        | I. A třída Jihomoravské oblasti – sk. A                     | 5                                                           | 26                                                          | 16                                                          | 7                                                           | 5                                                           | 48                                                          | 23                                                          | +25                                                         | 39                                                          | 1.                                                          |
| 1969/70                                                                        | Jihomoravský župní přebor                                   | 5                                                           | 26                                                          | 10                                                          | 4                                                           | 12                                                          | 38                                                          | 45                                                          | −7                                                          | 27                                                          | 10.                                                         |
| 1970/71                                                                        | Jihomoravský župní přebor                                   | 5                                                           | 26                                                          | 7                                                           | 4                                                           | 15                                                          | 29                                                          | 50                                                          | −21                                                         | 18                                                          | 10.                                                         |
| 1971/72                                                                        | Jihomoravský župní přebor                                   | 5                                                           | 26                                                          | 5                                                           | 5                                                           | 16                                                          | 30                                                          | 60                                                          | −30                                                         | 15                                                          | 12.                                                         |
| 1972/73                                                                        | I. A třída Jihomoravského kraje – sk. A                     | 6                                                           | 26                                                          | 12                                                          | 3                                                           | 11                                                          | 51                                                          | 43                                                          | +8                                                          | 27                                                          | 5.                                                          |
| 1973/74                                                                        | I. A třída Jihomoravského kraje – sk. A                     | 6                                                           | 26                                                          | 6                                                           | 6                                                           | 14                                                          | 26                                                          | 37                                                          | −11                                                         | 18                                                          | 13.                                                         |
| 1974/75                                                                        | I. B třída Jihomoravského kraje – sk. D                     | 7                                                           | 26                                                          | ...                                                         | ...                                                         | ...                                                         | ...                                                         | ...                                                         | ...                                                         |                                                             | 4.                                                          |
| 1975/76                                                                        | I. B třída Jihomoravského kraje – sk. D                     | 7                                                           | 26                                                          | 15                                                          | 6                                                           | 5                                                           | 55                                                          | 29                                                          | +26                                                         | 36                                                          | 2.                                                          |
| 1976/77                                                                        | I. B třída Jihomoravského kraje – sk. D                     | 7                                                           | 26                                                          | ...                                                         | ...                                                         | ...                                                         | ...                                                         | ...                                                         | ...                                                         |                                                             | 5.                                                          |
| 1977/78                                                                        | I. B třída Jihomoravského kraje – sk. D                     | 6                                                           |                                                             | ...                                                         | ...                                                         | ...                                                         | ...                                                         | ...                                                         | ...                                                         |                                                             | 9.                                                          |
| 1978/79                                                                        | I. B třída Jihomoravského kraje – sk. D                     | 6                                                           |                                                             | ...                                                         | ...                                                         | ...                                                         | ...                                                         | ...                                                         | ...                                                         |                                                             | 5.                                                          |
| 1979/80                                                                        | I. B třída Jihomoravského kraje – sk. D                     | 6                                                           |                                                             | ...                                                         | ...                                                         | ...                                                         | ...                                                         | ...                                                         | ...                                                         |                                                             | 9.                                                          |
| 1980/81                                                                        | I. B třída Jihomoravského kraje – sk. D                     | 6                                                           |                                                             | ...                                                         | ...                                                         | ...                                                         | ...                                                         | ...                                                         | ...                                                         |                                                             | 13.                                                         |
| 1981/82                                                                        | I. B třída Jihomoravského kraje – sk. D                     | 7                                                           |                                                             | ...                                                         | ...                                                         | ...                                                         | ...                                                         | ...                                                         | ...                                                         |                                                             | 13.                                                         |
| 1982/83                                                                        | I. B třída Jihomoravského kraje – sk. D                     | 7                                                           |                                                             | ...                                                         | ...                                                         | ...                                                         | ...                                                         | ...                                                         | ...                                                         |                                                             | 12.                                                         |
| 1983/84                                                                        | Jihomoravská krajská soutěž I. třídy – sk. C                | 6                                                           |                                                             | ...                                                         | ...                                                         | ...                                                         | ...                                                         | ...                                                         | ...                                                         |                                                             | 5.                                                          |
| 1984/85                                                                        | Jihomoravská krajská soutěž I. třídy – sk. C                | 6                                                           |                                                             | ...                                                         | ...                                                         | ...                                                         | ...                                                         | ...                                                         | ...                                                         |                                                             | 3.                                                          |
| 1985/86                                                                        | Jihomoravská krajská soutěž I. třídy – sk. C                | 6                                                           |                                                             | ...                                                         | ...                                                         | ...                                                         | ...                                                         | ...                                                         | ...                                                         |                                                             | 10.                                                         |
| 1986/87                                                                        | I. B třída Jihomoravského kraje – sk. D                     | 7                                                           |                                                             | ...                                                         | ...                                                         | ...                                                         | ...                                                         | ...                                                         | ...                                                         |                                                             |                                                             |
| 1987/88                                                                        | Okresní přebor Blanenska                                    | 8                                                           | 26                                                          | 16                                                          | 3                                                           | 7                                                           | 68                                                          | 38                                                          | +30                                                         | 35                                                          | 2.                                                          |
| 1988/89                                                                        | Okresní přebor Blanenska                                    | 8                                                           |                                                             | ...                                                         | ...                                                         | ...                                                         | ...                                                         | ...                                                         | ...                                                         |                                                             | 1.                                                          |
| 1989/90                                                                        | I. B třída Jihomoravského kraje – sk. D                     | 7                                                           |                                                             | ...                                                         | ...                                                         | ...                                                         | ...                                                         | ...                                                         | ...                                                         |                                                             | 13.                                                         |
| 1990/91                                                                        | Okresní přebor Blanenska                                    | 8                                                           | 26                                                          | 19                                                          | 3                                                           | 4                                                           | 61                                                          | 16                                                          | +45                                                         | 41                                                          | 1.                                                          |
| 1991/92                                                                        | I. B třída Jihomoravské župy – sk. D                        | 7                                                           | 26                                                          | 11                                                          | 5                                                           | 10                                                          | 43                                                          | 31                                                          | +12                                                         | 27                                                          | 7.                                                          |
| 1992/93                                                                        | I. B třída Jihomoravské župy – sk. D                        | 7                                                           | 26                                                          | 10                                                          | 4                                                           | 12                                                          | 39                                                          | 43                                                          | −4                                                          | 24                                                          | 10.                                                         |
| Česko (1993 – )                                                                |                                                             |                                                             |                                                             |                                                             |                                                             |                                                             |                                                             |                                                             |                                                             |                                                             |                                                             |
| Sezóna                                                                         | Liga                                                        | Úroveň                                                      | Z                                                           | V                                                           | R                                                           | P                                                           | VG                                                          | OG                                                          | +/−                                                         | B                                                           | Pozice                                                      |
| 1993/94                                                                        | I. B třída Jihomoravské župy – sk. D                        | 7                                                           | 26                                                          | 9                                                           | 8                                                           | 9                                                           | 36                                                          | 31                                                          | +5                                                          | 26                                                          | 8.                                                          |
| 1994/95                                                                        | I. B třída Jihomoravské župy – sk. C                        | 7                                                           | 26                                                          | 16                                                          | 7                                                           | 3                                                           | 48                                                          | 23                                                          | +25                                                         | 55                                                          | 2.                                                          |
| 1995/96                                                                        | I. B třída Jihomoravské župy – sk. B                        | 7                                                           | 26                                                          | 15                                                          | 4                                                           | 7                                                           | 44                                                          | 29                                                          | +15                                                         | 49                                                          | 3.                                                          |
| 1996/97                                                                        | I. B třída Jihomoravské župy – sk. B                        | 7                                                           | 26                                                          | 9                                                           | 4                                                           | 13                                                          | 41                                                          | 49                                                          | −8                                                          | 31                                                          | 10.                                                         |
| 1997/98                                                                        | I. B třída Jihomoravské župy – sk. C                        | 7                                                           | 26                                                          | 5                                                           | 5                                                           | 16                                                          | 29                                                          | 62                                                          | −33                                                         | 20                                                          | 13.                                                         |
| Klub měl v letech 1998–2000 v soutěžích přihlášena pouze mládežnická družstva. |                                                             |                                                             |                                                             |                                                             |                                                             |                                                             |                                                             |                                                             |                                                             |                                                             |                                                             |
| 2000/01                                                                        | Základní třída Blanenska – sk. ?                            | 10                                                          |                                                             | ...                                                         | ...                                                         | ...                                                         | ...                                                         | ...                                                         | ...                                                         |                                                             | 1.                                                          |
| 2001/02                                                                        | Okresní soutěž Blanenska                                    | 9                                                           | 26                                                          | ...                                                         | ...                                                         | ...                                                         | 100                                                         | 16                                                          | +84                                                         | 67                                                          | 1.                                                          |
| 2002/03                                                                        | Okresní přebor Blanenska                                    | 8                                                           | 26                                                          | 9                                                           | 6                                                           | 11                                                          | 43                                                          | 63                                                          | −20                                                         | 33                                                          | 9.                                                          |
| 2003/04                                                                        | Okresní přebor Blanenska                                    | 8                                                           | 26                                                          | 9                                                           | 5                                                           | 12                                                          | 50                                                          | 56                                                          | −6                                                          | 32                                                          | 10.                                                         |
| 2004/05                                                                        | Okresní přebor Blanenska                                    | 8                                                           | 26                                                          | 7                                                           | 9                                                           | 10                                                          | 42                                                          | 45                                                          | −3                                                          | 30                                                          | 11.                                                         |
| 2005/06                                                                        | Okresní přebor Blanenska                                    | 8                                                           | 26                                                          | 7                                                           | 3                                                           | 16                                                          | 46                                                          | 71                                                          | −25                                                         | 24                                                          | 14.                                                         |
| 2006/07                                                                        | Okresní soutěž Blanenska                                    | 9                                                           | 26                                                          | 11                                                          | 5                                                           | 10                                                          | 43                                                          | 48                                                          | −5                                                          | 38                                                          | 6.                                                          |
| 2007/08                                                                        | Okresní soutěž Blanenska                                    | 9                                                           | 26                                                          | 6                                                           | 6                                                           | 14                                                          | 30                                                          | 51                                                          | −21                                                         | 24                                                          | 14.                                                         |
| 2008/09                                                                        | Základní třída Blanenska                                    | 10                                                          | 26                                                          | 15                                                          | 5                                                           | 6                                                           | 62                                                          | 36                                                          | +26                                                         | 50                                                          | 3.                                                          |
| 2009/10                                                                        | Základní třída Blanenska                                    | 10                                                          | 24                                                          | 14                                                          | 5                                                           | 5                                                           | 89                                                          | 37                                                          | +52                                                         | 47                                                          | 2.                                                          |
| 2010/11                                                                        | Základní třída Blanenska                                    | 10                                                          | 30                                                          | 15                                                          | 2                                                           | 13                                                          | 61                                                          | 51                                                          | +10                                                         | 47                                                          | 7.                                                          |
| 2011/12                                                                        | Základní třída Blanenska – sk. A                            | 10                                                          | 28                                                          | 23                                                          | 2                                                           | 3                                                           | 140                                                         | 38                                                          | +102                                                        | 71                                                          | 2.                                                          |
| 2012/13                                                                        | Okresní soutěž Blanenska                                    | 9                                                           | 26                                                          | 12                                                          | 2                                                           | 12                                                          | 64                                                          | 61                                                          | +3                                                          | 38                                                          | 7.                                                          |
| 2013/14                                                                        | Okresní soutěž Blanenska                                    | 9                                                           | 26                                                          | 12                                                          | 5                                                           | 9                                                           | 71                                                          | 57                                                          | +14                                                         | 41                                                          | 7.                                                          |
| 2014/15                                                                        | Okresní soutěž Blanenska                                    | 9                                                           | 26                                                          | 17                                                          | 4                                                           | 5                                                           | 92                                                          | 32                                                          | +60                                                         | 55                                                          | 2.                                                          |
| 2015/16                                                                        | Okresní přebor Blanenska                                    | 8                                                           | 26                                                          | 11                                                          | 6                                                           | 9                                                           | 64                                                          | 53                                                          | +11                                                         | 39                                                          | 6.                                                          |
| 2016/17                                                                        | Okresní přebor Blanenska                                    | 8                                                           | 26                                                          | 12                                                          | 2                                                           | 12                                                          | 56                                                          | 60                                                          | −4                                                          | 38                                                          | 8.                                                          |
| 2017/18                                                                        | Okresní přebor Blanenska                                    | 8                                                           | 26                                                          | 10                                                          | 4                                                           | 12                                                          | 60                                                          | 62                                                          | −2                                                          | 34                                                          | 10.                                                         |
| 2018/19                                                                        | Okresní přebor Blanenska                                    | 8                                                           | 26                                                          | 6                                                           | 3                                                           | 17                                                          | 27                                                          | 65                                                          | −38                                                         | 21                                                          | 13.                                                         |
| 2019/20                                                                        | Okresní přebor Blanenska                                    | 8                                                           | 14                                                          | 2                                                           | 2                                                           | 10                                                          | 18                                                          | 46                                                          | −28                                                         | 8                                                           | 12.                                                         |
| 2020/21                                                                        | Okresní přebor Blanenska                                    | 8                                                           | 10                                                          | 0                                                           | 1                                                           | 9                                                           | 4                                                           | 31                                                          | −27                                                         | 1                                                           | 14.                                                         |
| 2021/22                                                                        | Okresní přebor Blanenska                                    | 8                                                           | 26                                                          | 8                                                           | 4                                                           | 14                                                          | 30                                                          | 55                                                          | −25                                                         | 28                                                          | 10.                                                         |
| 2022/23                                                                        | Okresní přebor Blanenska                                    | 8                                                           | 26                                                          | 7                                                           | 1                                                           | 18                                                          | 44                                                          | 91                                                          | −47                                                         | 22                                                          | 14.                                                         |
| 2023/24                                                                        | Okresní soutěž Blanenska                                    | 9                                                           | 30                                                          | 4                                                           | 1                                                           | 25                                                          | 26                                                          | 127                                                         | −101                                                        | 13                                                          | 15.                                                         |
| 2024/25                                                                        | Okresní soutěž Blanenska                                    | 9                                                           | 16                                                          | 4                                                           | 4                                                           | 8                                                           | 25                                                          | 37                                                          | −12                                                         | 16                                                          | 7.                                                          |

Poznámky:
- 1954: Postoupila taktéž mužstva DSO Spartak Metra Blansko (vítěz) a DSO Spartak Moravská Třebová (2. místo).[14]
- 1957/58: Postoupilo taktéž vítězné mužstvo TJ Slavia Žabovřesky.[1] Tento ročník byl hrán tříkolově (jaro 1957, podzim 1957 a jaro 1958) z důvodu přechodu zpět na hrací systém podzim–jaro od sezony 1958/59 (v ročnících 1949–1956 se hrálo systémem jaro–podzim dle sovětského vzoru, sezona tak byla odehrána v rámci jednoho roku).[2]
- 1962/63: Adamovský zpravodaj uvádí skóre 40:81,[1] v knize je 35:81.[2]
- 1969/70: V této sezoně byl zkoušen (a po sezoně zrušen) tento systém bodování – za vítězství rozdílem dvou a více branek se vítězi udělovaly 3 body, za vítězství o jednu branku 2 body, za bezbrankovou remízu nezískal bod ani jeden ze soupeřů, při jakékoli jiné remíze si soupeři rozdělili po bodu.
- 2011/12: Postoupilo taktéž vítězné mužstvo Sokol Lažany.[29]
- 2014/15: Postoupilo taktéž vítězné mužstvo SK Olympia Ráječko „B“.[29]
- 2019/20 a 2020/21: Tyto ročníky byly ukončeny předčasně z důvodu pandemie covidu-19 v Česku.

## FK Adamov „B“
FK Adamov „B“ byl rezervním týmem Adamova.
| Československo (1956 – 1993) |                                  |        |    |     |     |     |     |    |     |    |        |
| Sezóna                       | Liga                             | Úroveň | Z  | V   | R   | P   | VG  | OG | +/− | B  | Pozice |
| 1956                         | Okresní přebor Blanenska         | 6      | 22 | 18  | 1   | 3   | 117 | 34 | +83 | 37 | 2.     |
| ...                          |                                  |        |    |     |     |     |     |    |     |    |        |
| 1964/65                      | Okresní soutěž Blanenska – sk. A | 7      | 22 | ... | ... | ... | 69  | 27 | +42 | 31 | 1.     |
| ...                          |                                  |        |    |     |     |     |     |    |     |    |        |
| 1966/67                      | Okresní přebor Blanenska         | 7      | 26 | ... | ... | ... | 67  | 48 | +19 | 35 | 2.     |
| ...                          |                                  |        |    |     |     |     |     |    |     |    |        |
| 1970/71                      | Okresní přebor Blanenska         | 8      | 22 | ... | ... | ... | 52  | 27 | +25 | 32 | 2.     |
| ...                          |                                  |        |    |     |     |     |     |    |     |    |        |
| 1976/77                      | Okresní přebor Blanenska         | 8      | 26 | ... | ... | ... | 51  | 27 | +24 | 35 | 2.     |
| ...                          |                                  |        |    |     |     |     |     |    |     |    |        |
| Česko (1993 – 1995)          |                                  |        |    |     |     |     |     |    |     |    |        |
| Sezóna                       | Liga                             | Úroveň | Z  | V   | R   | P   | VG  | OG | +/− | B  | Pozice |
| ...                          |                                  |        |    |     |     |     |     |    |     |    |        |
| 1994/95                      | Okresní soutěž Blanenska         | 9      | 26 | ... | ... | ... | 60  | 53 | +7  | 31 | 2.     |

## Fotogalerie

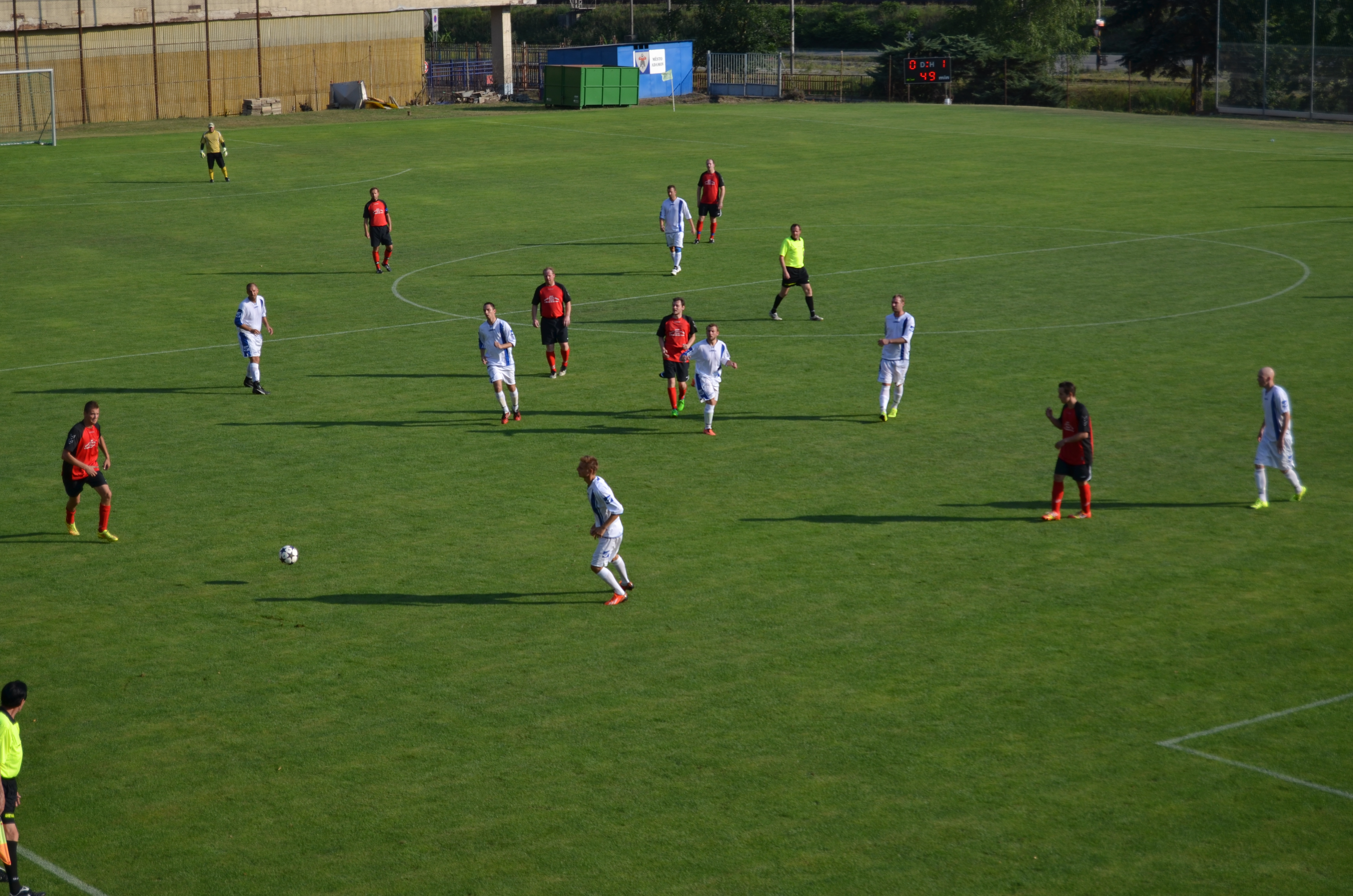
Fotbalový zápas Adamova proti Sloupu v sezoně 2015/2016 v Adamově
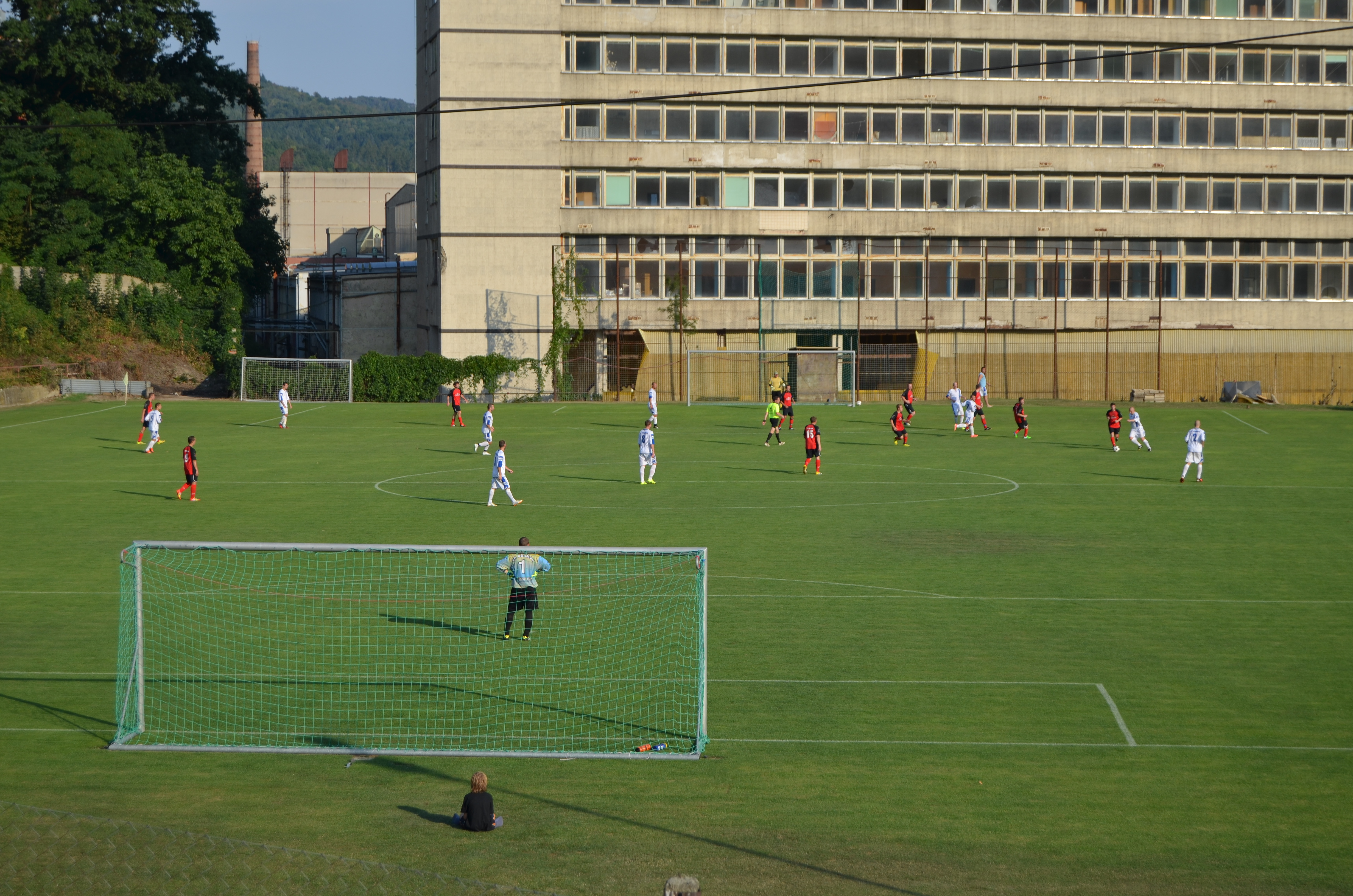
Fotbalový zápas Adamova proti Sloupu v sezoně 2015/2016 v Adamově
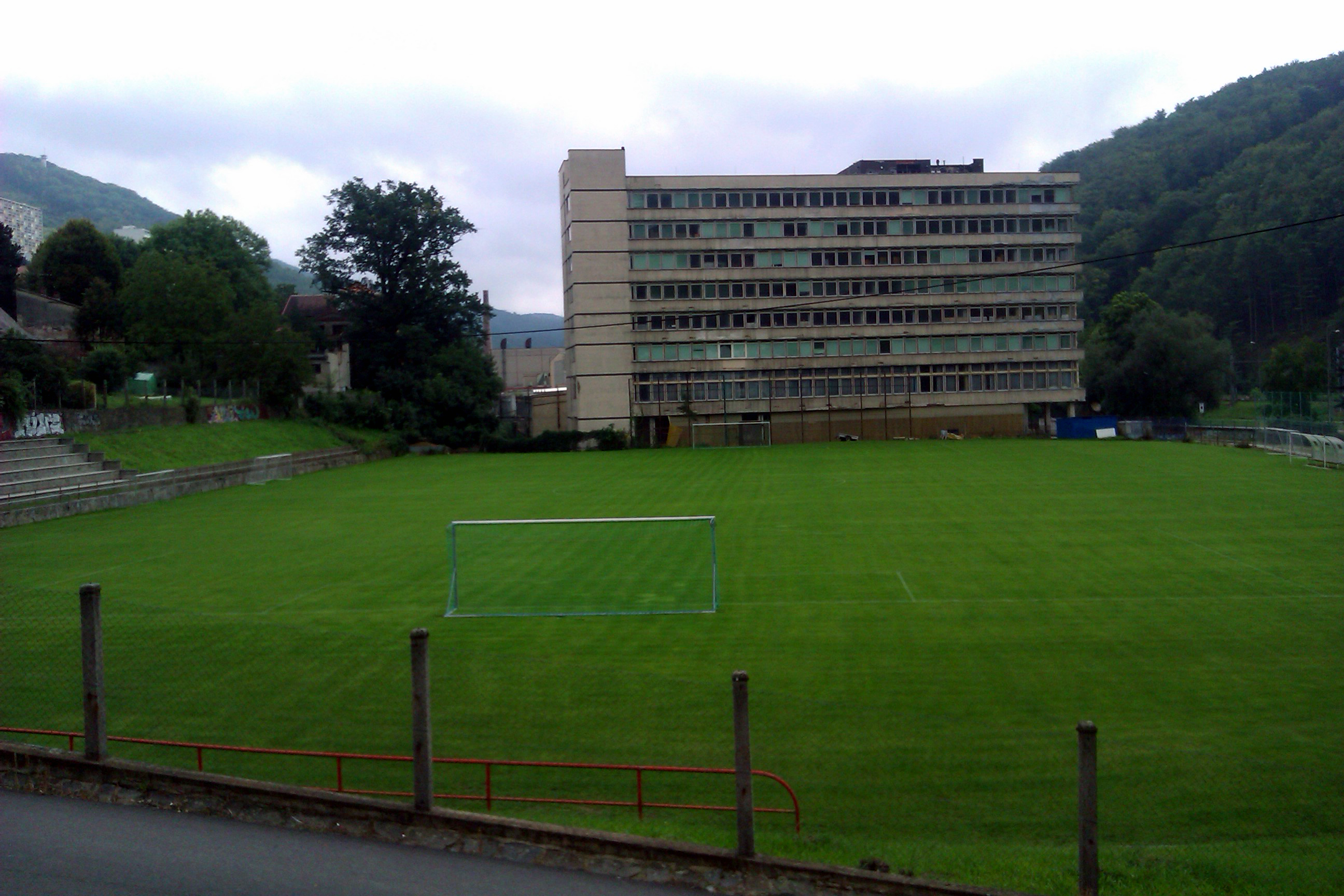
Fotbalový stadion Jindřicha Svobody v Adamově